# Giupponia
Giupponia is een geslacht van hooiwagens uit de familie Gonyleptidae.
De wetenschappelijke naam Giupponia is voor het eerst geldig gepubliceerd door Pérez & Kury in 2002. 

## Soorten
Giupponia is monotypisch en omvat slechts de volgende soort:
- Giupponia chagasi